# Dentachionaspis berlesei
Dentachionaspis berlesei är en insektsart som först beskrevs av Malenotti 1916.  Dentachionaspis berlesei ingår i släktet Dentachionaspis och familjen pansarsköldlöss.
Artens utbredningsområde är Somalia. Inga underarter finns listade i Catalogue of Life.